# Copa de Naciones del Golfo de 1990
La Copa de Naciones del Golfo de 1990 (en árabe: كأس الخليج العربي‎) es la décima edición del torneo de fútbol a nivel de selecciones nacionales de las monarquías del Golfo y que contó con la participación de seis países del área, uno menos que en la edición anterior ya que Arabia Saudita no aceptó participar debido a que el logo del torneo tenía incluidos a dos caballos, los cuales los kuwaitis los usaban como referencia sobre la Batalla de Jahra en 1920.
El país organizador fue el campeón del torneo al ser el que hizo más puntos durante el torneo celebrado en Kuwait City.

## Resultados
| Team   | Pts                | Pld                | W                  | D                  | L                  | GF                 | GA                 | GD                 |
| ------ | ------------------ | ------------------ | ------------------ | ------------------ | ------------------ | ------------------ | ------------------ | ------------------ |
| Kuwait | 7                  | 4                  | 3                  | 1                  | 0                  | 10                 | 2                  | +8                 |
| Catar  | 4                  | 4                  | 1                  | 2                  | 1                  | 4                  | 4                  | 0                  |
| Baréin | 4                  | 4                  | 1                  | 2                  | 1                  | 1                  | 1                  | 0                  |
| Omán   | 3                  | 4                  | 0                  | 3                  | 1                  | 4                  | 6                  | −2                 |
| UAE    | 2                  | 4                  | 0                  | 2                  | 2                  | 2                  | 8                  | −6                 |
| Irak   | Abandonó el torneo | Abandonó el torneo | Abandonó el torneo | Abandonó el torneo | Abandonó el torneo | Abandonó el torneo | Abandonó el torneo | Abandonó el torneo |

| Equipo 1 | Resultado | Equipo 2 |
| -------- | --------- | -------- |
| Kuwait   | 1-0       | Baréin   |
| UAE      | 1-1       | Omán     |
| Catar    | 0-0       | Baréin   |
| Omán     | 1-1       | Kuwait   |
| Catar    | 0-0       | UAE      |
| Baréin   | 0-0       | Omán     |
| Omán     | 2-4       | Catar    |
| Baréin   | 1-0       | UAE      |
| Catar    | 0-2       | Kuwait   |
| Kuwait   | 6-1       | UAE      |

## Campeón
| Copa de Naciones del Golfo 1990 |
| ------------------------------- |
| Bandera de Kuwait               |
| Kuwait 7º Título                |